# Lara Parker
Pour les articles homonymes, voir Parker.
Lara Parker (de son vrai nom Mary Lamar Rickey) née le 27 octobre 1938 à Knoxville (Tennesse) et morte le 12 octobre 2023, est une actrice et écrivaine américaine. Elle est connue pour le rôle d'Angélique Bouchard dans la série Dark Shadows.

## Biographie
Née à Knoxville, elle a grandi à Memphis. C'est une descendante d'une des plus vieilles familles aristocratiques du Sud. Arrière-arrière-petite-fille de Lucius Quintus Cincinnatus Lamar II et troisième arrière-petite-fille de Augustus Baldwin Longstreet, un oncle du général confédéré James Longstreet. Elle est diplômée d'un Baccalauréat ès Arts obtenu au Rhodes College et d'une Maîtrise en Arts de l'Université de l'Iowa obtenu après avoir eu une bourse au Vassar College. L'une de ses colocataires à Vassar était la jeune Jane Fonda. L'été où Lara a rédigé sa thèse, la jeune femme a joué au Millbrook Playhouse de Lock Haven en Pennsylvanie pas moins de cinq rôles importants dans six pièces de théâtre. Plutôt que de retourner en Iowa, elle tente sa chance à New York. Entre-temps, elle épouse Tom Parker, un acteur en 1959 et aura deux enfants, Rick et Andy. Elle divorce en 1974 pour épouser en 1980 Jim Hawkins, acteur et producteur dont elle aura une fille, Caitlin Elizabeth Hawkins en 1985.
En 1967, elle obtient le rôle qui va changer sa vie, celui d'Angelique Bouchard dans la série Dark Shadows et lancer sa carrière d'actrice. Après l'annulation de la série, Lara continue de jouer dans de nombreux téléfilms et séries, elle joue aussi par ailleurs dans plusieurs pièces de théâtre on et off-Broadway. Les rôles devenant plus rares au début des années 1990, elle met à profit ses études pour devenir professeur d'anglais en lycée. Sur son temps libre, elle écrit des scénarios ainsi que des romans sur la série qui l'a rendue célèbre (3 au total de 1998 à 2013 sur le personnage d'Angélique). Elle vit en Californie avec Jim Hawkins et leur fille Caitlin. Elle meurt le 12 octobre 2023 à 85 ans les causes de sa mort n’ont pas été encore révéler.

## Filmographie

### Télévision
- 1967-1971 : Dark Shadows (série télévisée) : Angélique Bouchard
- 1968 : On ne vit qu'une fois (One Life to Live) (série télévisée) : Carol Phipps
- 1968 : N.Y.P.D. (série télévisée) : rôle sans nom
- 1972 : Kung Fu (série télévisée) : Amy Allender
- 1973 : Insight (série télévisée) : Fran Parker
- 1973 : Médecins d'aujourd'hui (Medical Center) (série télévisée) : Paula
- 1973 : Kojak (série télévisée) : Maria
- 1973 : My Darling Daughter's Anniversary (téléfilm) de Joseph Pevney : Charlotte
- 1974 : Owen Marshall, Counselor at Law (série télévisée) : Terry Harris
- 1974 : The Chadwick Family (téléfilm) de David Lowell Rich : Eileen Chadwick Hawthorne
- 1974 : L'Homme qui valait trois milliards (The Six Million Dollar Man) (série télévisée) : Andrea Collins
- 1975 : Lucas Tanner (série télévisée) : Docteur Bruner
- 1975 : Sergent Anderson (Police Woman) (série télévisée) : Charlene
- 1975 : 200 dollars plus les frais (The Rockford Files) (série télévisée) : Diana Lewis
- 1975 : Dossiers brûlants (Kolchak the Night Stalker) (série télévisée) : Madelaine
- 1975 : Terreur sur le Queen Mary (Adventures of the Queen) (téléfilm) de David Lowell Rich : Barbara
- 1975 : Section 4 (S.W.A.T.) (série télévisée) : Susan
- 1975 : Mobile One (série télévisée) : rôle sans nom
- 1975 : Emergency! (série télévisée) : Betty Grinnell
- 1976 : Doctor's Hospital (série télévisée) : Angela Sloane
- 1976 : Switch (série télévisée) : Ester Kelly
- 1976 : Los Angeles, années 30 (City of Angels) (série télévisée) : Eunice Wheeler
- 1976 : Stranded (téléfilm) de Earl Bellamy : Crystal Norton
- 1976 : Kojak (série télévisée) : Jenny Villers
- 1976 : Alice (série télévisée) : Madame Randolph
- 1977 : Intrigues à la Maison Blanche (Washington: Behind Closed Doors) (série télévisée) : Wanda Elliott
- 1977 : Switch (série télévisée) : Shirley Harris / Tonya Mason
- 1977 : Quincy (Quincy M.E.) (série télévisée) : Angela
- 1977 : L'Incroyable Hulk (The Incredible Hulk) (série télévisée) : Laura Banner
- 1978 : Baretta (série télévisée) : Trudy
- 1978 : Quincy (Quincy M.E.) (série télévisée) : Angie Wilson
- 1978 : Hawaï police d'État (Hawaï Five-O) (série télévisée) : Julie Kincaid Trahune
- 1978 : The Lazarus Syndrome (téléfilm) de Jerry Thorpe : Denice
- 1979 : Le Signe de justice (Sword of Justice) (série télévisée) : Dory
- 1979 : The Solitary Man (téléfilm) de John Llewellyn Moxey : Lisa Tobin
- 1979 : The Misadventures of Sheriff Lobo (série télévisée) : Evelyn Flowers
- 1980 : Barnaby Jones (série télévisée) : Christine Lennox
- 1980 : Rupture fatale (Once Upon a Family) (téléfilm) de Richard Michaels : Maggie Conway
- 1980 : Hawaï police d'État (Hawaï Five-O) (série télévisée) : Angie Walker
- 1980 : Madame Columbo (série télévisée) : rôle sans nom
- 1980 : Hagen (série télévisée) : Janette
- 1980 : Galactica 1980 (Galactica 1980) (série télévisée) : Shirley Blore
- 1980 : Croisière en enfer (Desperate Voyage) (téléfilm) de Michael O'Herlihy : Grace
- 1981 : L'Homme qui tombe à pic (The Fall Guy) (série télévisée) : La femme séduisante
- 1981 : Jessica Novak (série télévisée) : Katie Robbins
- 1982 : A New Day in Eden (série télévisée) : Betty Franklin
- 1982 : Rooster (téléfilm) de Russ Mayberry : Janet
- 1983 : Manimal (série télévisée) : Le rendez-vous de Drew
- 1983 : Les Enquêtes de Remington Steele (Remington Steele) (série télévisée) : Lila Colbert
- 1985-1986 : Capitol (série télévisée) : Linda Vandenburg
- 1987 : Les Routes du paradis (Highway ot Heaven) (série télévisée) : Margo Stevens
- 1988 : Police 2000 (The Highwayman) (série télévisée) : Docteur Terwishe
- 1990 : Sale journée pour un flic (The China Lake Murders) (téléfilm) de Alan Metzger : Helen Harrelson
- 1990 : People Like Us (téléfilm) de William Hale : rôle non crédité
- 1991 : Enquêtes à Palm Springs (P.S. I Luv U) (série télévisée) : Une infirmière

### Cinéma
- 1970 : Hi, Mom! de Brian de Palma : Jeannie Mitchell
- 1970 : April in the Wind de Allan Foshko
- 1971 : Night of Dark Shadows de Dan Curtis : Angelique Collins
- 1973 : Sauvez le tigre de John G. Avildsen : Margo
- 1974 : 747 en péril de Jack Smight : Lara - Stewardess (uncredited)
- 1975 : Course contre l'enfer de Jack Starrett : Kelly
- 1983 : Foxfire Light de Allen Baron : Rachel Parmelee
- 2012 : Dark Shadows de Tim Burton : Guest
- 2013 : Doctor Mabuse de Ansel Faraj : Madame Carrozza
- 2014 : Doctor Mabuse: Etiopomar de Ansel Faraj : Madame Carrozza